# The Iron Horse
The Iron Horse is een Amerikaanse Western uit 1924 onder regie van John Ford. De film gaat over de bouw van de Transcontinental Railroad. In 2011 werd de film toegevoegd aan de National Film Registry.

## Verhaal
Epos rond de aanleg, dwars door Amerika, van een grote spoorweg (de Transcontinental Railroad) en van de ontberingen en aanvallen door indianen, die de bouwers moeten doorstaan en weerstaan. Een van hen, is op zoek naar de moordenaar van zijn vader, die tijdens het verkennen van de route van de spoorlijn werd gedood.

## Rolverdeling
| Acteur               | Personage                           | Nota             |
| -------------------- | ----------------------------------- | ---------------- |
| George O'Brien       | Davy Brandon                        |                  |
| Winston Miller       | Davy als kind                       | onvermeld        |
| Madge Bellamy        | Miriam Marsh                        |                  |
| Peggy Cartwright     | Miriam als kind                     | onvermeld        |
| Charles Edward Bull  | Abraham Lincoln                     |                  |
| James Gordon         | David Brandon Sr.                   | onvermeld        |
| Jean Arthur          | Journaliste                         | onvermeld        |
| Cyril Chadwick       | Peter Jesson                        |                  |
| Fred Kohler          | Deroux/Bauman                       |                  |
| Will Walling         | Thomas Marsh                        |                  |
| Francis Powers       | Sergeant Slattery                   |                  |
| J. Farrell MacDonald | Korporaal Casey                     |                  |
| Jim Welch            | Gemeen soldaat Schultz/Mackay       | als James Welch  |
| George Waggner       | Col. William F. 'Buffalo Bill' Cody |                  |
| James A. Marcus      | Rechter Haller                      | als James Marcus |
| Gladys Hulette       | Ruby                                |                  |
| Chief John Big Tree  | Cheyenne Chief                      | onvermeld        |